# Suryaraopeta
Suryaraopeta es una ciudad censal situada en el distrito de Godavari Este en el estado de Andhra Pradesh (India). Su población es de 24112 habitantes (2011). Se encuentra a 52 km de Kakinada y a 129 km de Vijayawada. 

## Demografía
Según el censo de 2011 la población de Suryaraopeta era de 24112 habitantes, de los cuales 11963 eran hombres y 12149 eran mujeres. Suryaraopeta tiene una tasa media de alfabetización del 88,46%, superior a la media estatal del 67,02%: la alfabetización masculina es del 91,58%, y la alfabetización femenina del 85,39%.